# 카날 D
카날 D(Kanal D)는 터키의 텔레비전 채널이다.